# Issigeac
Issigeac település Franciaországban, Dordogne megyében. Lakosainak száma 748 fő (2022. január 1.). Issigeac Saint-Cernin-de-Labarde, Boisse, Plaisance, Monmarvès, Monsaguel és Montaut községekkel határos.

## Népesség
A település népességének változása:
| Lakosok száma | 709  | 686  | 638  | 677  | 740  | 760  | 757  | 740  | 746  | 748  |
|               | 1968 | 1982 | 1990 | 2006 | 2013 | 2015 | 2017 | 2019 | 2020 | 2022 |